# السقايف (الشغادرة)

تعديل مصدري - تعديل

السقايف هي إحدى قرى عزلة عداعد بمديرية الشغادرة التابعة لمحافظة حجة، بلغ تعداد سكانها 221 نسمة حسب تعداد اليمن لعام 2004.